# Haliotinella patinaria
Haliotinella patinaria is een slakkensoort uit de familie van de Naticidae. De wetenschappelijke naam van de soort is voor het eerst geldig gepubliceerd in 1876 door Guppy.